# Assol Sliwez
Assol („Oly“) Witaljewna Sliwez (belarussisch Асоль Вітальеўна Слівец, russisch Ассоль Витальевна Сливец; * 22. Juni 1982 in Minsk) ist eine russische Freestyle-Skierin. Sie ist auf die Disziplin Aerials (Springen) spezialisiert. Ihr jüngerer Bruder Zimafej Sliwez betreibt dieselbe Sportart.

## Biografie
Ihren ersten Einsatz auf internationaler Ebene hatte Sliwez bei der Weltmeisterschaft 2001 in Whistler, wo sie 25. wurde. Das Debüt im Freestyle-Weltcup folgte am 8. September 2001 am Mount Buller mit dem 14. Platz. Einen Tag später gelang ihr die erste Podestplatzierung. Zum Abschluss der Saison 2002/03 erzielte sie mit dem zweiten Platz in Špindlerův Mlýn das bisher beste Ergebnis ihrer Karriere.
In den folgenden Jahren erzielte Sliwez im Weltcup regelmäßig gute Ergebnisse, ein Sieg gelang ihr jedoch nie. Bei den Olympischen Winterspielen 2006 wurde sie Fünfte. Den bisher größten Erfolg konnte sie mit dem Gewinn der Silbermedaille bei der Weltmeisterschaft 2007 in Madonna di Campiglio feiern. In den Saisons 2007/08 und 2008/09 pausierte Sliwez. Mit dem vierten Platz bei den Olympischen Winterspielen 2010 verpasste sie knapp einen weiteren Medaillengewinn.

## Erfolge

### Olympische Spiele
- Salt Lake City 2002: 13. Aerials
- Turin 2006: 5. Aerials
- Vancouver 2010: 4. Aerials
- Sotschi 2014: 12. Aerials

### Weltmeisterschaften
- Whistler 2001: 25. Aerials
- Ruka 2005: 9. Aerials
- Madonna di Campiglio 2007: 2. Aerials

### Weltcup
- Saison 2005/06: 8. Aerials-Weltcup
- 25 Platzierungen unter den besten zehn, davon 5 Podestplätze

### Weitere Erfolge
- 1 Sieg im Europacup
- 1 Sieg im Nor-Am Cup